# Roman Vasjanov
Roman Vasjanov (Russisch: Роман Васьянов) (Moskou, 24 oktober 1980) is een Russische cameraman (director of photography). Hij is vooral bekend van zijn samenwerkingen met de regisseur David Ayer.

## Carrière
Roman Vasjanov werd in 1980 geboren in Moskou, de toenmalige hoofdstad van de Sovjet-Unie. Zijn vader was een fotograaf voor het cultuurmagazine The USSR.
Op 12-jarige leeftijd begon Vasjanov te experimenteren met camera's. Later zou hij meewerken aan verscheidene reclamespots van bekende merken als Philips, Puma, Budweiser, Dell en Pepsi. Aan het begin van de 21e eeuw filmde hij ook enkele langspeelfilms. Zijn doorbraak kwam er in 2008 met de film Stilyagi. De Russische film werd bekroond met vijf Nika's (i.e. de Russische Oscar).
Vervolgens ging Vasjanov aan de slag in Hollywood. In 2012 filmde hij de politiefilm End of Watch van regisseur David Ayer. In de prent wordt de indruk gewekt dat alles gefilmd wordt door de hoofdpersonages zelf. Vasjanov werd voor zijn camerawerk genomineerd voor een Satellite Award.
Een jaar later werkte hij ook mee aan The Necessary Death of Charlie Countryman en The East. In 2014 werd hij door Ayer ingeschakeld voor het camerawerk van Fury. De oorlogsfilm werd een kaskraker en werd door de National Board of Review uitgeroepen tot een van de tien beste films van het jaar.
In april 2015 begonnen Vasjanov en Ayer aan de opnames van de stripboekverfilming Suicide Squad.

## Filmografie
- Nochnoy prodavets (Ночной продавец) (2005)
- Piranha (Охота на пиранью) (2006)
- Tiski (Тиски) (2007)
- Stilyagi (Стиляги) (2008)
- Yavlenie prirody (Явление природы) (2010)
- End of Watch (2012)
- The Motel Life (2012)
- The East (2013)
- The Necessary Death of Charlie Countryman (2013)
- Fury (2014)
- Suicide Squad (2016)
- The Wall (2017)
- Thank You for Your Service (2017)
- Bright (2017)
- Triple Frontier (2019)